# Bridge Creek (Canim Lake)
Der Bridge Creek ist ein etwa 100 km langer Fluss im zentralen Osten der kanadischen Provinz British Columbia. Zwischen 1915 und 1941 hieß der gesamte Flusslauf bis zum Clearwater River noch Bridge Creek. Dann wurden die unteren Flussabschnitte in Canim River und Mahood River umbenannt.

## Flusslauf
Der Bridge Creek befindet sich im Süden des Quesnel-Hochlands. Er bildet den Abfluss des Bridge Lake. Er fließt anfangs 50 km in westlicher Richtung durch den Interlakes District. Er durchfließt die Seen Lesser Fish Lake, Roe Lake und Horse Lake. Bei 100 Mile House wendet sich der Bridge Creek nach Nordosten. Er mündet schließlich in das westliche Ende des Canim Lake. Der Bridge Creek weist entlang seinem gesamten Flusslauf ein stark mäandrierendes Verhalten auf. 